# Université de San-Pédro
L’université polytechnique de San-Pedro (UPSP) est une université publique située dans la ville de San-Pedro dans la région de San-Pedro (district du Bas-Sassandra) en Côte d'Ivoire.

## Histoire
Le 30 novembre 2018, la première pierre de l’infrastructure a est posée par le Premier Ministre feu Amadou Gon Coulibaly, . Avec plus de 400 étudiants, l’université a ouvert ses portes le 19 octobre 2021 et accueillera à terme plus de 20.000 étudiants. Le but est d’accroître la capacité d’accueil de l’enseignement supérieur et surtout, de spécialiser des jeunes pour en faire des acteurs compétents pour le développement de chaque région du pays. Le Président de l'université est le professeur Méké Meïté nommé en 2021.
Créée par décret 02021-278 du 9 juin 2021, l’université de San Pedro est un établissement public administratif d’enseignement supérieur et de recherche pluridisciplinaire. Elle s’inscrit dans la politique de décentralisation des universités (PDU) entreprise par l’État de Côte d'Ivoire depuis 2011.
Le coût total de la construction de l'université polytechnique de San Pédro est 184 milliards de francs CFA.

## Missions
Implantée dans le Sud-Ouest, une région économiquement prometteuse, l'université de San-Pédro accorde une importance centrale au développement durable. Cette orientation découle des impératifs économiques et environnementaux liés aux valeurs fondamentales telles que l'ouverture, l'excellence, la durabilité et l'humanité. L'université évolue au sein d'un contexte complexe marqué par des défis tels que la croissance démographique des étudiants, la décentralisation des universités avec une diversification des programmes, la création d'établissements favorisant le développement local et national, ainsi que la volonté des autorités publiques d'avoir un enseignement supérieur axé sur les nouvelles technologies et des programmes innovants pour stimuler l'économie.
La mission principale de l'université Polytechnique  de San-Pédro est donc d'assuré la formation des nouvelles générations d'étudiants en harmonie avec les capacités économiques de la région du Sud-Ouest. Son objectif est clairement de contribuer au développement de la Côte d'Ivoire en général, et de mettre en valeur les potentialités régionales en particulier, en fournissant des professionnels formés dans des domaines spécifiques. Bien que la force d'une université réside dans la proposition de programmes conduisant à des diplômes reconnus internationalement, il est tout aussi essentiel que les diplômés ivoiriens soient compétents non seulement en Côte d'Ivoire, mais aussi à l'étranger. L'université polytechnique de San-Pédro aspire être une institution d'enseignement supérieur et de recherche scientifique attrayante, tant au niveau national qu'international.
Pour atteindre ses missions secondaires, l'université polytechnique de San-Pédro forment des professionnels qualifiés sur le plan scientifique et technique, adaptés aux défis économiques de la Côte d'Ivoire et de l'Afrique, conscients de leurs responsabilités envers leurs communautés et capables d'incarner les valeurs de travail, de citoyenneté et d'unité. Elle encourage la recherche dans les domaines de la science, de la technologie, du numérique, de la culture et de la société.

## Formation
L’Université Polytechnique de San Pedro (UPSP) est un pôle universitaire thématique avec des formations innovantes proposées par quatre Unités de Formation et de Recherche (UFR):
- L’UFR Agriculture, Ressources halieutiques et Agro-industrie pour répondre au besoin en ressources humaines dans les grandes industries du pays.
- L’UFR Sciences de la mer pour former des étudiants hautement qualifiés dans les domaines de l’océanographie, les ressources marines et les sciences des littéraux;
- L’UFR Logistique, Tourisme, Hôtellerie-Restauration pour relever le défi de la qualification du personnel dans le secteur du tourisme ivoirien et soutenir l’ambition de la Côte d’Ivoire de devenir la 5e destination touristique africaine d’ici à 2025;
- L’UFR Sciences de la santé pour la formation de médecins généralistes;

L'université compte également une Classe préparatoire aux Grandes Écoles (CPGE) : Mathématiques, Physiques et Sciences de l’Ingénieur (MPSI) et deux Écoles d’ingénieurs, notamment l’École d’ingénieurs en Bâtiment et Travaux publics et l’École d’ingénieurs en Construction navale.